# Tepuibasis
Tepuibasis is een geslacht van libellen (Odonata) uit de familie van de waterjuffers (Coenagrionidae).

## Soorten
Tepuibasis omvat 7 soorten:
- Tepuibasis chimantai (De Marmels, 1988)
- Tepuibasis fulva (Needham, 1933)
- Tepuibasis garciana De Marmels, 2007
- Tepuibasis neblinae (De Marmels, 1989)
- Tepuibasis nigra De Marmels, 2007
- Tepuibasis rubicunda De Marmels, 2007
- Tepuibasis thea De Marmels, 2007